# 國立苑裡高級中學
國立苑裡高級中學，簡稱苑裡高中、國立苑高、國苑、YLSH，位於苗栗縣苑裡鎮的一所公立高級中等學校。設美術教育資優班、語文教育實驗班、數理教育實驗班。

## 班級概況
- 普通班
- 數理特色班
- 美術資優班
- 語文特色班

## 校史
- 1998年12月16日：奉臺灣省政府教育廳核定，開始籌備「臺灣省立苑裡高級中學」。
- 1999年5月：議決設校計畫，學校為普通高中，有特殊藝能資優班，自九十學年開始招生，第一年招收新生十二班，男女兼收。早期為男女分班。
- 2000年2月1日：改隸為「國立苑裡高級中學」。
- 2001年9月3日：第一屆學生開始正式上課。
- 2003年12月：成立國立苑裡高中教育基金會。

## 歷任校長
1. 鍾克修（2001年7月1日 - 2005年7月31日）
2. 吳文宗（2005年8月1日 - 2011年7月31日）
3. 杜貴欉（2011年8月1日 - 2015年7月31日）
4. 程俊堅（2015年8月1日 - 2019年7月31日)
5. 張金華（2019年8月1日 - 2022年7月31日)
6. 彭昕鋐（2022年8月1日 - 現任)

## 外部連結
- 國立苑裡高中（页面存档备份，存于）（繁體中文）